# The Baby (Morgan)
che passa mi allungo 

Ad ogni foglia che cade sull'erba mi cresce un capello 

Ogni formica che passa è amica mia 
I'm the baby.»
The Baby è il secondo singolo da solista di Morgan. Il brano è la seconda traccia dell'album Canzoni dell'appartamento. Il brano è presente anche nella raccolte È successo a Morgan (2008) e Morganicomio (2010).

## Tracce
1. The Baby (versione originale) – 3:38
2. Paesi e uomini stranieri – 1:41
3. Crash (versione M.I.D.I.) – 4:16
4. The Baby (Malinconico remix) – 4:36
5. A mosca cieca – 1:15
6. The Baby (F***ing hard) – 4:00
7. The Baby (Bass intensive) – 3:53
8. Fanciulla che supplica – 0:41
9. The Baby (Genealogia di una canzone) – 3:43
10. The Baby (Clone 1) – 3:46
11. Bimbo che si addormenta – 2:53

## Formazione
- Morgan - voce, basso, battito delle mani, celeste, mellotron, percussioni vocali, piano Kawai
- Sergio Carnevale - batteria, battito delle mani, percussioni
- Agostino Nascimbeni - battito delle mani
- Roberto Colombo - battito delle mani organo Hammond
- Marco Carusino - chitarra elettrica
- Alessandro Pacho - cimbalo, percussioni, shaker
- Vincenzo Conteduca - clarinetto
- Massimiliano Mauthe - contrabasso
- Matteo De Padova - contrabasso
- Simone Lovino - corno
- Fernando Saracino - fagotto
- Phil Drummy - nacchere, percussioni
- Domenico Sarcina - oboe
- Michele Mitola - percussioni
- Giuseppe Lentini - sassofono
- Luciano Pischetola - trombone
- Marco Balzano - viola
- Paolo Castellitto - viola
- Pierluigi Minicozzi - viola
- Raffaele Vena - viola
- Clelia Sguera - violino
- Federico Valerio - violino
- Laura Aprile - violino
- Luisa Scolletta - violino
- Michele Trematore - violino
- Orazio Sarcina - violino
- Ornela Koka - violino
- Valentino Corvino - violino
- Daniele Miatto - violoncello
- Francesco Montaruli - violoncello
- Gianni Cuciniello - violoncello
- Remo Ianniruberto - violoncello

## Classifiche
| Classifica (2003) | Posizione massima |
| ----------------- | ----------------- |
| Italia            | 35                |